# Melanophryniscus tumifrons
Melanophryniscus tumifrons är en groddjursart som först beskrevs av George Albert Boulenger 1905.  Melanophryniscus tumifrons ingår i släktet Melanophryniscus och familjen paddor. IUCN kategoriserar arten globalt som livskraftig. Inga underarter finns listade i Catalogue of Life.